# Chiesa di Santa Marina (Cordova)
La chiesa di Santa Marina è una chiesa situata nella città di Cordova, in Spagna. Essa è una delle cosiddette "Chiese Ferdinandee", in quanto edificata dopo che Ferdinando III di Castiglia  conquistò la città dai Mori nel XIII secolo. L'edificio combina diversi stili architettonici: protogotico, Mudéjar e, in minor misura, romanico.

## Storia
La chiesa, una delle più antiche del gruppo ferdinandeo, fu costruita nella seconda metà del XIII secolo dove precedentemente erano stati edificati una chiesa visigota (VII secolo) e una moschea mora: tuttavia, nessuna traccia di essi è giunta a noi.
Il 23 giugno 1880 un incendio rese necessaria un'opera di restauro per la chiesa di ben due anni. Altre innovazioni furono introdotte nel XIX e nel XX secolo, periodo durante il quale fu recuperato l'aspetto medievale dell'edificio, rimuovendo le aggiunte barocche introdotte dopo i terremoti del 1680 e del 1755. 
La chiesa è monumento nazionale dal 1931.

## Descrizione
La chiesa ha pianta rettangolare, divisa in una navata centrale e due navate laterali, dove la centrale è molto più alta delle altre due. Le navate laterali sono separate dalla centrale da grandi archi a punta.
La facciata è caratterizzata da quattro larghi e asimmetrici contrafforti, in corrispondenza delle divisioni interne delle navate, che terminano con dei pinnacoli. È anche presente un rosone centrale, finestre circolari più piccole e alfiz oltre l'arco ogivale del portale principale. La facciata presente sulla navata sinistra presenta un portale secondario, sormontato da un arco triangolare.
Le absidi sono poligonali. Sul lato destro c'è la sagrestia, costruita nel XV secolo. Allo stesso secolo risale la cappella del battistero, in stile mudéjar . L'abside sinistra fu adattata a cappella barocca nel 1630. La torre campanaria risale al XVI secolo.
Il retablo della cappella principale ospita dipinti di Antonio del Castillo e sculture dell'artista locale Gómez de Sandoval.

## Galleria d'immagini

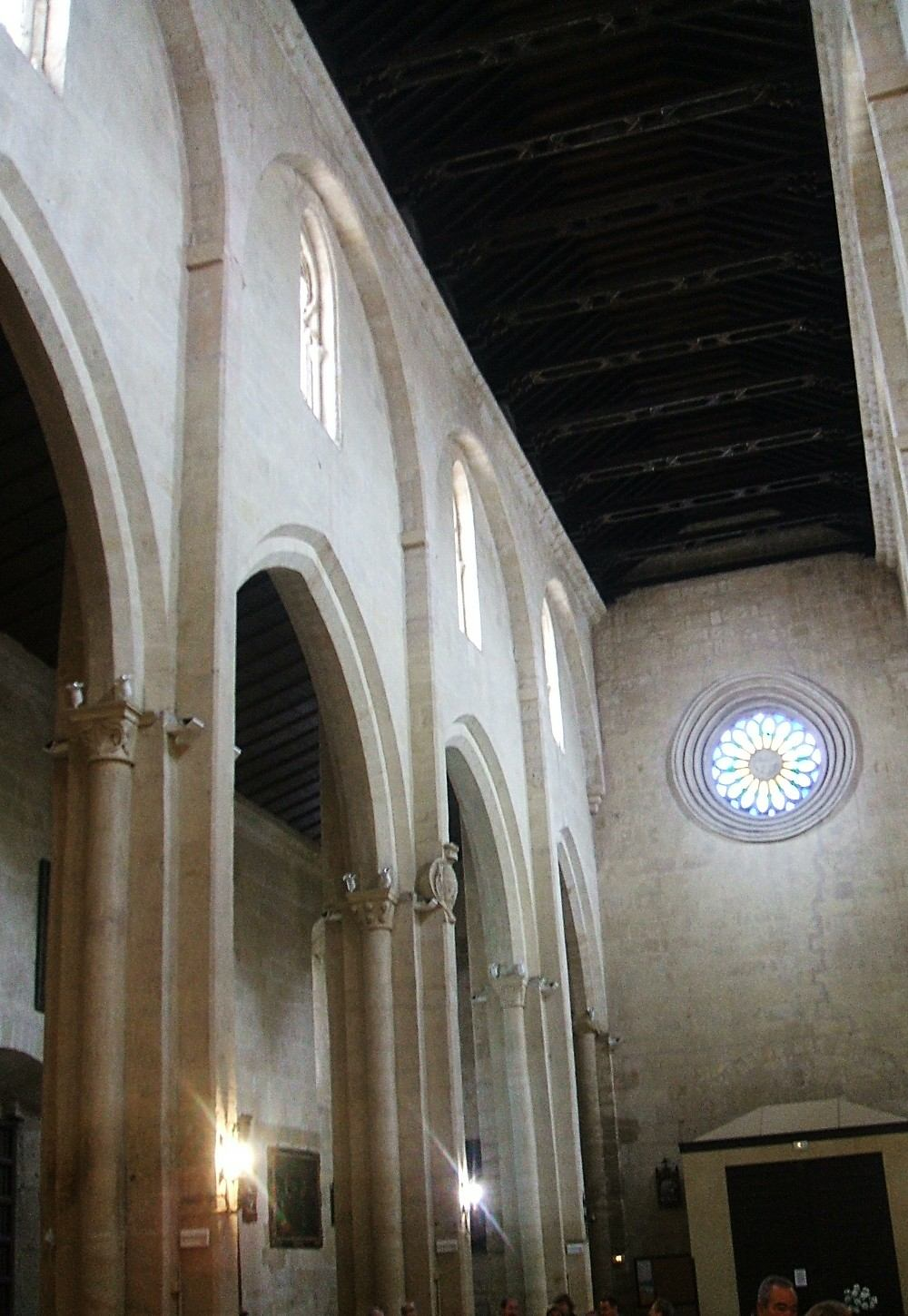
Navata centrale e archi
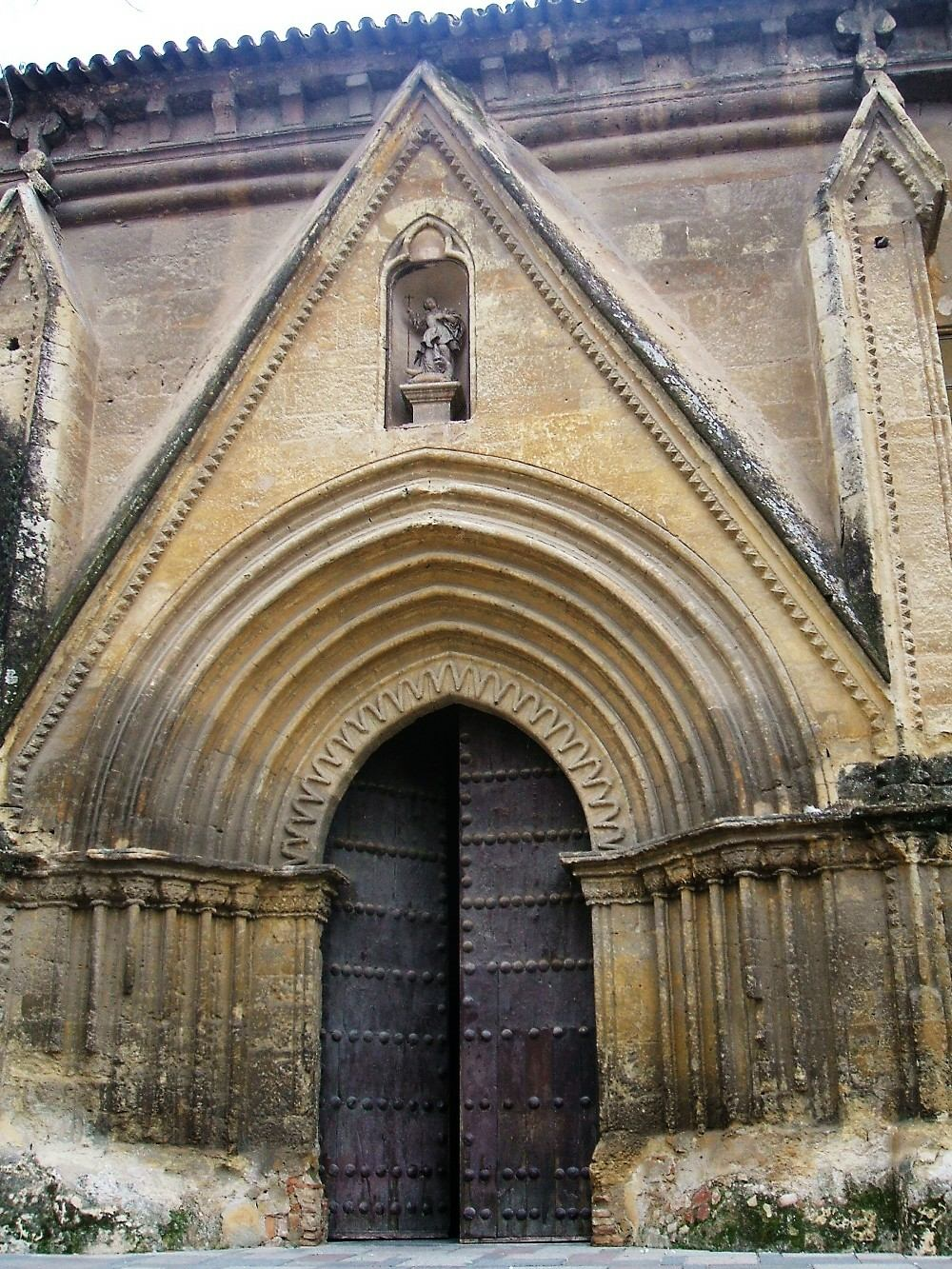
Entrata laterale
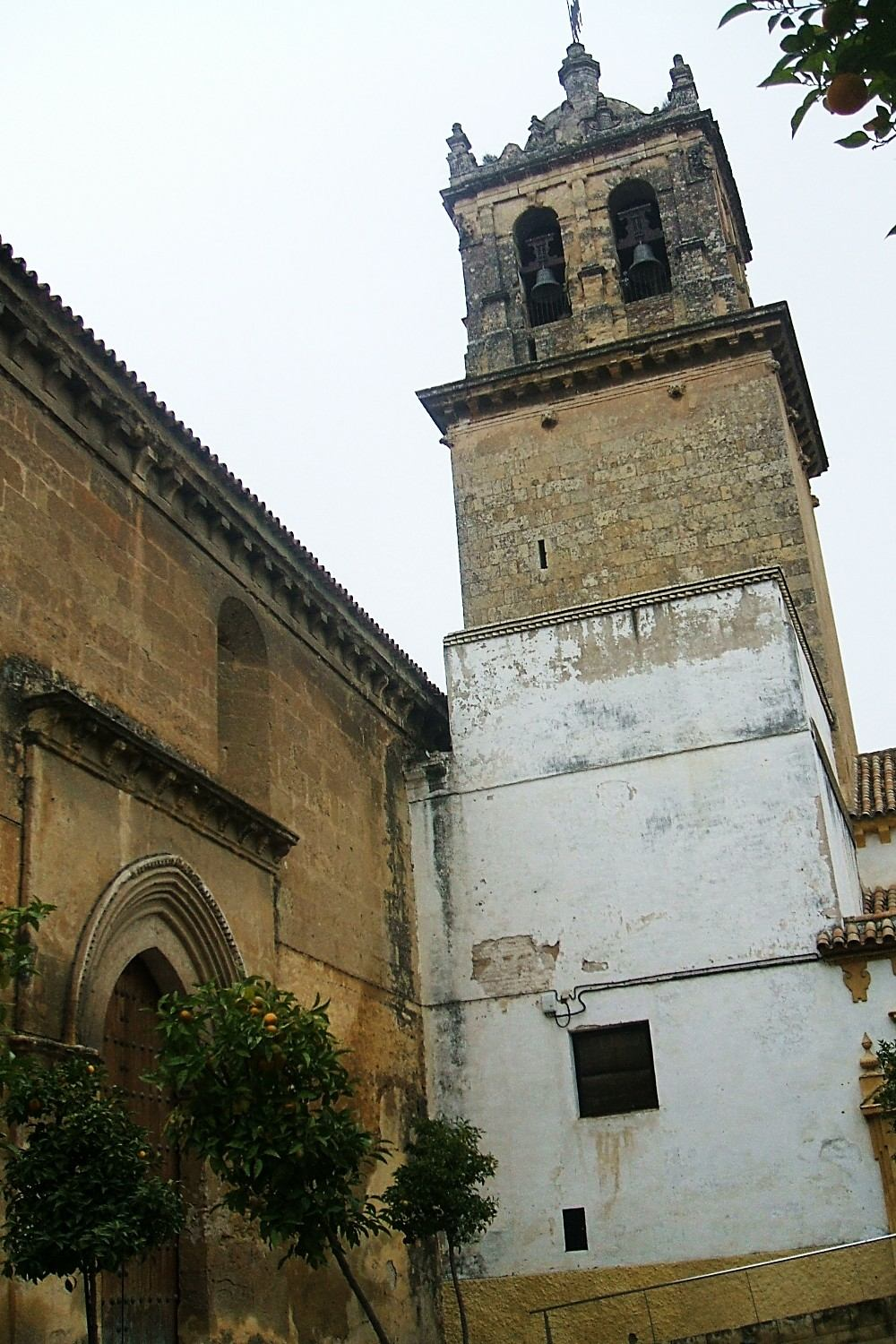
Torre campanaria
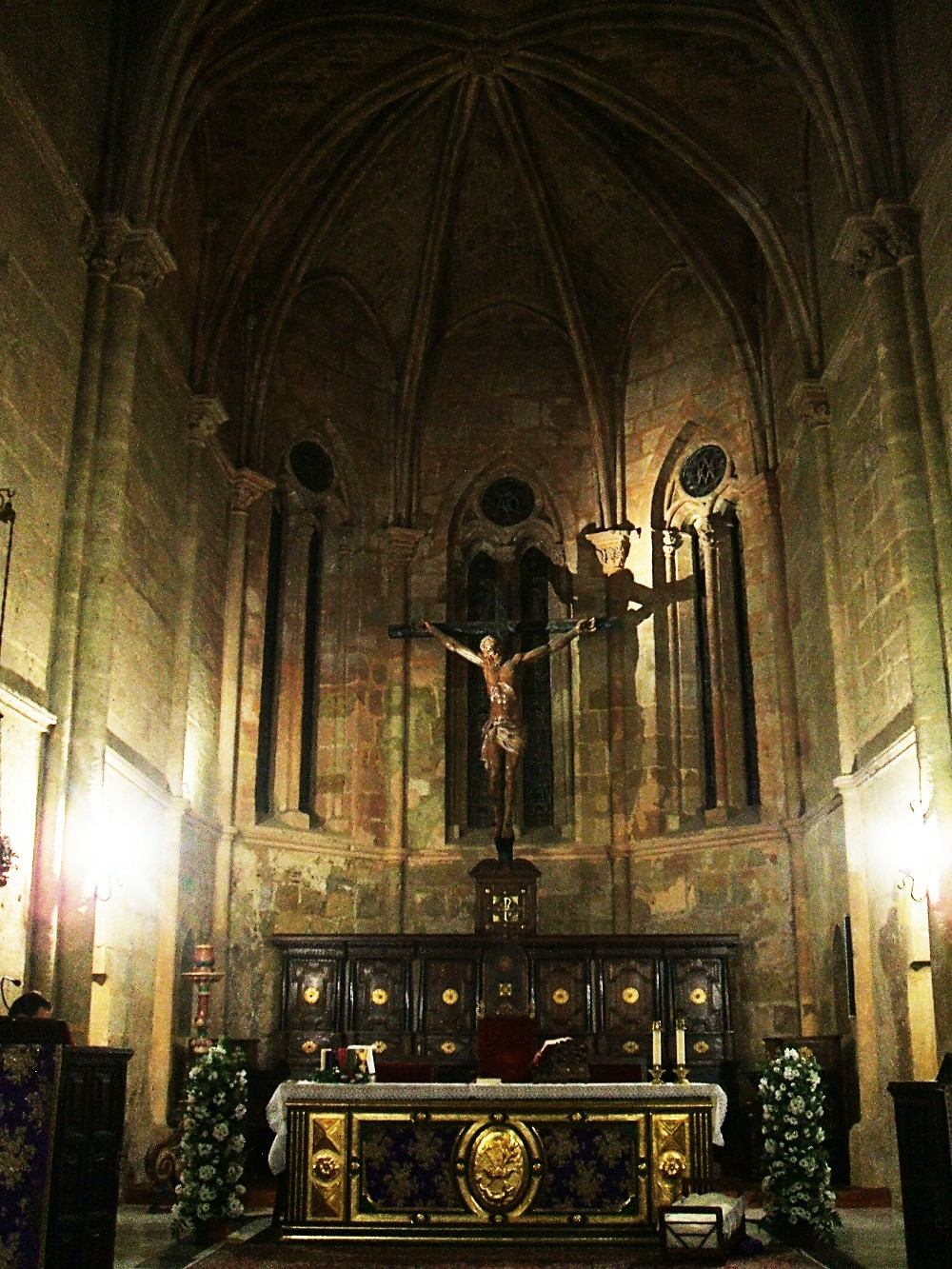
Cappella principale e abside
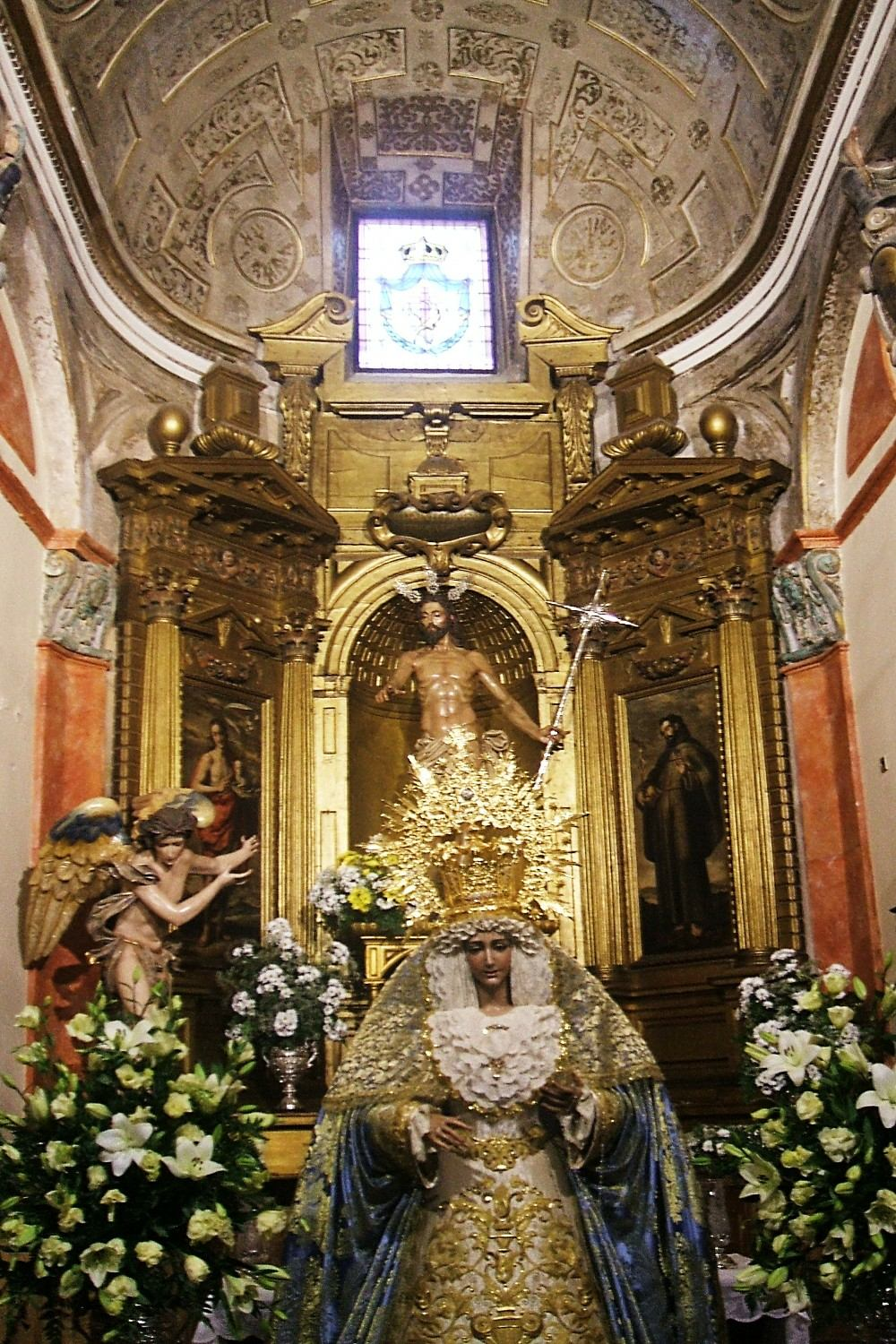